# 노부 매카시
노부 맥카시(Nobu McCarthy, 1934년 11월 13일 ~ 2002년 4월 6일)는 캐나다의 모델, 배우, 텔레비전 배우, 영화배우이다.

## 영화
- 베인테드 디저트 (1993년)
- 퍼시픽 하이츠 (1990년)
- 드래곤 죽이기: 미국 TV와 영화에 나온 아시아 여성들 (1988년) - 본인 역
- 베스트 키드 2 (1986년)
- 러브 위드 더 프로퍼 스트레인저 (1963년)
- 미스터 에드 (1961년)
- 게이샤 보이 (1958년)
- 페리 메이슨 (1957년)

## 같이 보기
- 미국내 동아시아인에 대한 고정관념